# Chris Hardwick
Christopher Ryan Hardwick (Louisville, Kentucky, 1971. november 23.) amerikai humorista, színész, műsorvezető, író, producer. A Talking Dead, Talking with Chris Hardwick és The Wall című műsorok vezetője. A Nerdist Industries cég alapítója. Podcastot is vezet The Nerdist Podcast címmel, amely később ID10T with Chris Hardwickre változtatta a nevét.
Ezeken kívül a Ministry of Laughs műsorblokk vezetője is volt, 2013-tól 2017-ig az @midnight című vetélkedő házigazdája is volt. Ő szolgáltatja továbbá Atis, a tehén hangját a Vissza a farmra című animációs sorozatban.

## Élete
1971. november 23-án született Louisville-ben Billy Hardwick (1941–2013) bowlingozó és Sharon Hills ingatlanügynök gyermekeként. Anyai nagyapja olasz-amerikai származású volt, és egy bowlingpályát üzemeltetett. Római katolikus hitben nevelkedett. Négy éves korában megismerkedett Joan Rivers-szel, akivel életre szóló barátságot kötött. Hardwick Memphisben nevelkedett. Később a St. Benedict at Auburndale-en tanult, majd az Aurora-i Regis Jesuit High Schoolban folytatta tanulmányait. Végzős évfolyamát a Los Angeles-i Loyola High Schoolban töltötte. A UCLA-n filozófiát tanult, és a Chi Phi testvériség tagja volt. 1993-ban érettségizett.
Wil Wheaton szobatársa volt. Wheaton és Hardwick az Arachnophobia – Pókiszony című film vetítése közben ismerkedtek össze.

## Hatásai
Elmondása szerint Steve Martin, George Carlin, Richard Pryor, Sam Kinison, Rodney Dangerfield, Bill Hicks, Emo Philips és Bill Cosby voltak rá hatással.

## Magánélete
Jacinda Barrett színésznő jegyese volt, illetve kapcsolatban volt Andrea Savage, Janet Varney és Chloe Dykstra színésznőkkel is. 2015. szeptember 12.-én jegyezte el Lydia Hearst színésznőt, és 2016. augusztus 20.-án házasodtak össze. 2021 augusztusában bejelentették, hogy gyereket várnak.

## Diszkográfia
- Horses and Grasses (a Hard 'n' Phirm comedy rockduó tagjaként, 2005)
- Mandroid (2012)
- Funcomfortable (2016)